# Ванаг, Глеб Алексеевич
Глеб Алексеевич Ванаг (26 апреля 1922 года — 13 ноября 1991 года) — директор Новосибирского авиационного завода имени В. П. Чкалова. Герой Социалистического Труда, лауреат Государственной премии СССР.

## Биография
Родился 26 апреля 1922 года в городе Ташкент в семье рабочих. В 1940 году окончил 10 классов школы № 12. Работал токарем в мастерских Казанского авиационного института.
В годы Великой Отечественной войны трудился слесарем-сборщиком, мотористом, механиком, старшим инженером, начальником цеха на заводе № 208 имени Коминтерна, эвакуированном из Ленинграда в Новосибирск и выпускавшем связную и радиолокационную технику для нужд фронта и защиты воздушного пространства страны. За годы войны завод поставил на фронт свыше 900 передвижных и стационарных радиостанций для самых разных родов войск, которыми пользовались также Ставка Верховного Главнокомандующего и Генеральный штаб.
В 1950 году окончил Казанский авиационный институт. В 1950—1962 годах работал старшим инженером, механиком, начальником линейки, заместителем начальника и начальником лётно-испытательной станции на Новосибирском авиационном заводе имени В. П. Чкалова. Участвовал в серийном производстве и испытаниях реактивных истребителей МиГ-15, МиГ-17, МиГ-19, Су-9 и их модификаций.
В 1962—1963 — директор Новосибирского завода «Электроагрегат», в 1963—1964 — начальник управления агрегатостроения Западно-Сибирского Совнархоза.
В 1964—1982 — директор Новосибирского авиационного завода имени В. П. Чкалова. Под его непосредственным руководством завод освоил производство сверхзвукового перехватчика Су-15 и сверхзвукового фронтового бомбардировщика Су-24. Во время его руководства активно развивалась и социальная база предприятия — были построены дома для сотрудников, профилакторий, Дворец культуры имени В. П. Чкалова.
За особые заслуги в выполнении пятилетнего плана Ванагу Глебу Алексеевичу Указом Президиума Верховного Совета СССР от 26 апреля 1971 года присвоено звание Героя Социалистического Труда с вручением ордена Ленина и золотой медали «Серп и Молот».
Депутат Верховного Совета РСФСР в 1975—1980 годах.

Жил в Новосибирске. Умер 13 ноября 1991 года. Похоронен на Заельцовском кладбище в Новосибирске.

## Награды
Награждён 2 орденами Ленина, орденами Октябрьской Революции, «Знак Почёта», медалями. Государственная премия СССР.

## Память
На административном корпусе Новосибирского АПО имени В. П. Чкалова установлена мемориальная доска в память Героя.